# Valentin Yudashkin
Valentin Abramovich Yudashkin (en ruso: Валентин Абрамович Юдашкин, lit. 'vəlʲɪnʲˈtʲin ɐˈbraməvʲɪtɕ jʊˈdaʂkʲɪn'; 14 de octubre de 1963-2 de mayo de 2023) fue un diseñador de moda ruso.

## Carrera
Nacido en el óblast de Moscú, Yudashkin saltó a la fama en la década de 1980, cuando vestía a Raísa Gorbachova. Se le considera el primer diseñador postsoviético que aportó un look ruso contemporáneo al mundo de la moda internacional, asombrando a los críticos con una suntuosa teatralidad, así como con estilos ponibles.
Sus diseños se han expuesto en museos como el Musée de la mode et du textile de París, el California Museum of Fashion de Los Ángeles, el Museo Metropolitano de Arte de Nueva York y el Museo Estatal de Historia de Moscú. En 2010, rediseñó los uniformes militares rusos, creando 85 diseños para vestir a todas las ramas de los servicios armados rusos. Valentin Yudashkin es famoso por deslumbrar en la Semana de la Moda de París con su colección Faberge en 1991 y por vestir a la ex primera dama soviética Raísa Gorbachova. Yudashkin estableció su propia casa de modas en la década de 1990 y también es conocido por diseñar la indumentaria del equipo ruso para los Juegos Olímpicos de 1994 y los Juegos Olímpicos de 1996 y los colores de la Selección de fútbol de Rusia de 1999. En el año 2008 elaboró uniformes para las Fuerzas Armadas de Rusia. Se convirtió en el primer diseñador ruso en unirse a la Federación Francesa de Alta Costura y apareció regularmente en desfiles de París durante tres décadas. En su 50 cumpleaños en 2013, fue galardonado con la distinción de Caballero de la Legión de honor Francesa. Yudashkin fue diagnosticado con cáncer de riñón en 2016.
Yudashkin murió de cáncer de riñón el 2 de mayo de 2023, a la edad de 59 años.